# Arboridia antiqua
Arboridia antiqua är en insektsart som beskrevs av Irena Dworakowska 1979. Arboridia antiqua ingår i släktet Arboridia och familjen dvärgstritar.
Artens utbredningsområde är Vietnam. Inga underarter finns listade i Catalogue of Life.